# Wolio
Wolio (Baubau, Buton, Butiong; Butonci), malajsko-polinezijski narod iz Indonezije i Malezije. U Indoneziji žive na malenim otocima Buton, Muna i Kabaena, na jugoistoku provincije Sulewasi, a u Maleziji u državi Sabah. Preci Wolia imigrirali su u ove krajeve iz Johora početkom 15. stoljeća. Godine 1540. šesti kralj Butonaca Laki Laponto prima islam, i osniva sultanat proglasivši se prvim sultanom. Sultanat Buton održao se do smrti posljednjeg sultana 1960.
Narod Wolio živi od biljogojstva na veoma plodnoj zemlji gdje uzgajaju rižu, kukuruz i kasavu. Poznati su i kao mornari, ribari (tuna) i brodograditelji, a otok Buton poznat je i po proizvodnji asfalta.
Kuće Wolio-naroda podignute su oko dva metra od tla, imaju malene prozore i prekrivene su drvenim daščicama, kokosovim lišćem ili nekim drugim materijalom. Većina sela imaju tržnice gdje se prodaje svileni i pamućni proizvodi.

## Vanjske poveznice
- Wolio
- Wolio  Arhivirana inačica izvorne stranice od 20. prosinca 2007. (Wayback Machine)